# Sanctuary – Génrejtek
A Sanctuary – Génrejtek egy kanadai sci-fi-fantasy televíziós sorozat. 2007-ben került a közönség elé az interneten, webepizódok (webisode) formájában, majd a nagy siker hatására állandó tv-sorozat lett. Főszereplői Amanda Tapping, Robin Dunne, Emilie Ullerup (1. évad), Christopher Heyerdahl, Ryan Robbins és Agam Darshi (2–3. évad). A Menedék különféle természetfeletti, abnormális élőlények otthona, melyben biztonságban élhetnek a külvilágtól, illetve a külvilág is biztonságban élhet tőlük. Dr. Helen Magnus (Tapping) és csapata ezen természetfelettiek megsegítését tűzte ki céljául.
Az első évadot 2008. október 3-án kezdte sugározni a SyFy (akkor még Sci Fi Channel), a magyar televízióban az AXN Sci-Fi csatorna 2009. január 4-én kezdte el a sorozat első évadjának vetítését.
A második évadot 2009. október 9-én kezdte sugározni a SyFy, magyar nyelven pedig 2010. január 20-án az Axn Sci-Fi. 2009 végén a SyFy megrendelte a következő évadot, ezúttal már 20 epizóddal. A harmadik évad forgatása 2010. március 15-én kezdődött Vancouverben, és 2010. október 15-én került a SyFy képernyőjére. A 13 epizódos negyedik évadot 2011 elején rendelte meg a SyFy, első epizódját 2011. október 7-én vetítette a SyFy. A nem túl erős nézettségi adatok miatt 2011 végén még nem volt biztos, hogy a csatorna igényt tart-e az ötödik évadra, majd 2012 májusában kiderült, hogy a SyFy végül törölte a sorozatot.

## Főszereplők
- Dr. Helen Magnus - Amanda Tapping, 157 éves (a sorozat kezdetén), Angliában született orvos és tudományos kutató, aki annak szenteli életét, hogy elfogja és megvédje a "szörnyeket". Ő működteti a Menedék nevű helyet, ahol e természetfeletti lényeket tanulmányozza és segíteni próbál rajtuk.
- Dr. Will Zimmerman - Robin Dunne, egy zseniális törvényszéki pszichiáter, akinek Dr. Helen Magnus állást kínált a Menedékben, hogy munkáját segítse azoknál a természetfeletti lényeknél, akiknek különösen nehéz a bizalmukba férkőzni.
- Ashley Magnus - Emilie Ullerup, dr. Magnus és John Druitt lánya, profi szörnyvadász édesanyja mellett.
- Henry Foss - Ryan Robbins, a Menedék számítástechnikusa, fegyvertervezője és védelmét ellátója, aki vérfarkasként maga is természetfeletti képességekkel bír.
- John Druitt - Christopher Heyerdahl, dr. Magnus egykori szerelme, maga Hasfelmetsző Jack, aki Helen egyik első páciense volt. Speciális képessége a teleportálás időben és térben.
- Nagyfiú - Christopher Heyerdahl, dr. Magnus egykori páciense, aki nem akarta elhagyni a Menedéket, miután a doktor megszabadította néhány lövedéktől, így állást kapott dr. Magnustól
- Kate Freelander - Agam Darshi, a Cabal egykori szabadúszója, aki a 2. évad elején állt be Dr. Magnus csapatába, miután a Cabal ellene fordult.

### További szereplők
- Nikola Tesla - Jonathon Young
- Dr. James Watson - Peter Wingfield
- Sylvio Rudd - Panou
- Dana Whitcomb - Lynda Boyd
- Joe Kavanaugh - Kavan Smith
- Gregory Magnus - Jim Byrnes

## Forgatás
A televíziós sorozat forgatása 2008 elején indult Burnabyben (Brit Columbia). Az első négy webepizód újrafelvételével készült el a sorozat első két epizódja. Az első évad nagyjából 21 millió (kanadai) dollárból készült. 2008. decemberben jóváhagyták a második évad tizenhárom epizódjának elkészítését, melyeket 2009 tavaszán kezdtek forgatni. Az új évadban vendégszereplőként láthatjuk a Csillagkapu Daniel Jacksonját, Michael Shankset, a Csillagkapu: Atlantiszból ismert Paul McGilliont (Dr. Carson Beckett), aki a webepizódok két részében is szerepelt, és később is visszatérő szereplő lesz, és Agam Darshit, aki eddig főként televíziós sorozatokban kapott kisebb szerepeket (Csillagkapu: Atlantisz, Stargate Universe, Kyle, a rejtélyes idegen), illetve néhány mozifilmben is láthattuk (Végső állomás 3., Watchmen, az őrzők). 2009 végén a SyFy megrendelte a harmadik évadot, ezúttal már 20 epizóddal. A harmadik évad forgatása 2010. március 15-én kezdődött Vancouverben, és 2010. október 15-én került a SyFy képernyőjére. Az évadban ismét feltűnnek a Csillagkapu-franchise-ból ismert szereplők, mint Gary Jones (Walter Harriman őrmester) és Peter Flemming (Malcolm Barrett ügynök).
A Sanctuary – Génrejtek az első olyan televíziós sorozat Észak-Amerikában, amely kizárólag a „vörös kamera” technikával készült, és ami miatt a látványtechnikát 2008-ban Emmy-díjra jelölték. Ez a módszer leszámolt a kazettákkal és filmekkel, és közvetlenül egy merev lemezre veszi fel a jeleneteket, lehetővé téve így az Anthem Visual Effects és a sorozat utómunkálatait végző csapat tagjainak, hogy azonnal hozzáférjenek a napi felvételekhez, valamint 4096x2304 pixeles felbontásra képes, ami négyszerese napjaink HD technikájának. A főszerep mellett Amanda Tapping producere is a sorozatnak, főként talán azért, mert a fizetés, amit producerként kap, úgyis továbbfolyik a forgatás költségeire, lévén, hogy a sorozat mögött nem áll támogatóként egy stúdió.
Az első évad 2009. szeptember 15-én jelent meg DVD-n az Egyesült Államokban (1-es régiókód), az Egyesült Királyságban (2-es régiókód) 2009. október 19-én, míg Ausztráliában (4-es régiókód) 2009. szeptember 9-én. A második évadot tartalmazó DVD 2010 júniusában jelent meg az Egyesült Államokban és Ausztráliában, 2010. október 4-én az Egyesült Királyságban.
A 13 epizódos negyedik évad forgatása 2011 tavaszán kezdődött, és 2011 októberében kerül képernyőre. Az évad első részét Amanda Tapping, a hatodikat pedig Robin Dunne rendezte. Tapping elárulta, hogy az évadban folytatódni fog még az Üregesföldi eseményvonal, valamint Magnust megtalálja egy szerelem is. A 2011-es Comic Con találkozón a stáb elárulta, hogy az évadban láthatunk majd egy musical epizódot is.

## Fogadtatás
Az eredetileg internetre készült sorozat már a kezdetektől nagyon sikeresnek bizonyult, hat hónap alatt 3,7 millióan töltötték le az egyes epizódokat. A SyFy (Sci Fi Channel) nevű sci-fi csatorna akkor megrendelte a televíziós sorozat első évadát. A folyamatos népszerűséget bizonyítja a számos elnyert díj és jelölés, illetve hogy a SyFy további évadokat is berendelt. A második évad 2009-ben, a harmadik 2010 októberében indult, ez utóbbi már húsz epizóddal.
A Csillagkapu sorozatból jól ismert Amanda Tappingról azt írja az Origo, hogy „sötétbarna hajjal szerepel, valószínűleg főként azért, hogy a nézők kicsit elvonatkoztassanak a szőke Cartertől”. A Robin Dunne által alakított Will Zimmerman „karaktere és kinézete a bevezető epizód elején kicsit túlságosan is a csillagkapu rendeltetését megfejtő Dr. Daniel Jacksonra emlékeztet”. Az író-producer Damian Kindler, aki a Csillagkapu sorozat alkotói között is szerepel, új sorozatával „ugyanolyan komplex univerzumot tudott létrehozni, mint korábbi sci-fi sorozatával”.
Jason Hughes (TV Squad) szerint Christopher Heyerdahl jó munkát végzett a baljós rosszfiú alakításában, bár Jason „nem érti, miért előfeltétel, hogy a magas, sápadt és kopasz fickó a rosszfiú a legtöbb műsorban, mindenesetre Heyerdahl megfelel ennek a sztereotípiának John Druitt szerepében.” A sorozat meleg fogadtatásban részesült mind az IGN, mind a TV Squad által. Tony Ireland Mell (IGN) szerint a történet érdekes és produkciós szempontból nagyon jól elkészített. Néhány kritikus más olyan brit sci-fi sorozatokhoz hasonlította, mint a Torchwood és az Őslények kalandorai, mint ahogyan összehasonlításokat tettek Dr. Will Zimmerman és Dr. Daniel Jackson (Csillagkapu) között is. A Moviesonline kritikusa szerint az utóbbi évek egyik legjobb sci-fi műsora a sorozat. Az Egyesült Királyságban az ITV4 által sugárzott műsor mind a 25-54, mint a 18-49 éves felnőtt nézők véleménye alapján bekerült a tíz legjobb műsor közé az műsorra kerülés első két hetében. Az első részt 565 ezren látták, míg a második részt még többen, 608 ezren. A USA Today című amerikai napilap szerint Amanda Tapping a sorozatban „megtalálta a helyét”, Rick Bentley, a McClatchy Newspaper munkatársa pedig úgy vélte, a színésznőnek végre lehetősége lett nevet szerezni a Csillagkapu univerzumon kívül is. A harmadik évad nyitóepizódjára az amerikai tévénézők 17%-a, kb. 1,8 millió néző volt kíváncsi. Október 15-e a Sanctuary-vel és a szintén nyitóepizódos Friday Night Smackdown című sorozattal az elmúlt öt évben a SyFy legnézettebb péntek estéje volt.